# Colin Cameron
Colin Cameron, född den 23 oktober 1972 i Kirkcaldy, Skottland, är en skotsk fotbollsspelare och fotbollstränare. Han gjorde 28 landskamer för Skottland 1999-2004.

## Meriter
- Skotska cupen: 1998
- Skotska ligacupen: 1994